# Municipio de Grand Prairie (Nebraska)
El municipio de Grand Prairie (en inglés: Grand Prairie Township) es un municipio ubicado en el condado de Platte en el estado estadounidense de Nebraska. En el año 2010 tenía una población de 362 habitantes y una densidad poblacional de 3,86 personas por km².

## Geografía
El municipio de Grand Prairie se encuentra ubicado en las coordenadas 41°36′20″N 97°25′2″O / 41.60556, -97.41722. Según la Oficina del Censo de los Estados Unidos, el municipio tiene una superficie total de 93.71 km², de la cual 93,55 km² corresponden a tierra firme y (0,17 %) 0,16 km² es agua.

## Demografía
Según el censo de 2010, había 362 personas residiendo en el municipio de Grand Prairie. La densidad de población era de 3,86 hab./km². De los 362 habitantes, el municipio de Grand Prairie estaba compuesto por el 98,62 % blancos, el 1,1 % eran asiáticos y el 0,28 % eran de una mezcla de razas. Del total de la población el 0 % eran hispanos o latinos de cualquier raza.